# Saturnin
Saturninⓘ – imię męskie pochodzenia łacińskiego. Wywodzi się od imienia boga rolnictwa Saturna. Wśród patronów – św. Saturnin, męczennik (III wiek) i inni liczni święci.
Żeński odpowiednik: Saturnina.
Saturnin imieniny obchodzi: 19 stycznia, 12 lutego, 15 lutego, 25 lutego, 7 kwietnia, 16 kwietnia, 7 lipca, 16 października, 30 października, 31 października, 29 listopada, 15 grudnia, 23 grudnia i 29 grudnia.
Znane osoby noszące to imię:
- Saturnin – gnostyk syryjski z II w.
- Saturnin z Tuluzy (zm. ok. 251) – pierwszy biskup Tuluzy
- Saturnin z Kartaginy (III lub IV w.) – męczennik rzymski
- Saturnin Kwiatkowski (1856-1902) – historyk
- Saturnin Limbach (1907 lub 1909-1984) – kompozytor szachowy
- Saturnin Świerzyński (1820-1885) – malarz
- Saturnin Żórawski (1920-1977) – aktor, reżyser
- Saturnino Osorio (1945-1980) – salwadorski piłkarz
- Saturnino Yebra – piłkarz argentyński
- Saturnino Herrán (1887-1918) – malarz meksykański

Zobacz też:
- Jan Saturnin Stupnicki (1816–1890) – duchowny greckokatolicki, absolwent filozofii i teologii na Uniwersytecie Lwowskim
- Saturninus
- Saint-Saturnin-de-Lenne
- Saint-Sernin-du-Bois
- Saint-Sorlin-de-Conac